# PC Kid
 (février 2013).
Si vous disposez d'ouvrages ou d'articles de référence ou si vous connaissez des sites web de qualité traitant du thème abordé ici, merci de compléter l'article en donnant les références utiles à sa vérifiabilité et en les liant à la section « Notes et références ».
PC Kid (PC原人, PC Genjin), aussi appelé Bonk aux États-Unis, est une série de jeux vidéo de plates-formes initialement parue sur PC-Engine en 1989. Elle fut publiée par Hudson Soft et développée par Red Company (actuellement Red Entertainment) avec la collaboration d'Atlus. Le premier épisode a donné lieu à plusieurs déclinaisons sur différents systèmes. À l'origine du jeu se trouve un manga de quatre cases publié en série dans le magazine japonais "Le Mensuel PC Engine" (月刊PCエンジン, Gekkan Piishii Enjin).
En 2003, le premier épisode de la série a fait l'objet d'un remake en 3D avec la collection "Hudson Selection", sortie exclusivement au Japon sur PlayStation 2 et GameCube. Le jeu a également été mis en vente pour le téléchargement sur la Console virtuelle de la Wii en décembre 2006. En 2009, une suite intitulée "Bonk: Brink of Extinction" fut annoncée pour WiiWare, PlayStation Network et Xbox Live Arcade par la filiale américaine de Hudson Soft.
Le titre de la série est un jeu de mots dérivé du nom de la console PC-Engine. Les initiales PC sont détournées de leur sens premier pour signifier "Pithecanthropus" (signifiant "homme-singe") et "Computerurus" (signifiant "ordinateur"), tandis que le mot japonais "homme des cavernes" (原人, Genjin) est une allusion à la partie "Engine" du nom de la console.
Kaneko sortira en 1994 une version arcade -fortement modifiée- du premier jeu nommée Bonk's Adventure: Arcade Version aux USA, 究極!!PC原人 au Japon (Kyuukyoku!! PC Genjin soit Ultimate PC Caveman) et B.C. Kid: Arcade Version en Europe, offrant fois-ci un mode coopératif 2 joueurs (Bonk et une version féminine de ce dernier, identifiable par son maquillage). Le système de power-ups diffère du jeu original: le héros accumule des smileys au sommet de son crâne en lieu et place. Un mât inspiré de Super Mario World marque la fin de chaque niveau, le héros devant sauter le plus haut possible en sa direction,.
Un autre jeu dérivé de la série PC Genjin no Te-to-Risu, Bonk IV: The Role-Playing Game/Bonk's, prévu comme un jeu de rôle, aurait dû voir le jour sur PC-Engine sous le nom de "RPG Genjin" au Japon. Cependant, le projet a été annulé en cours de développement.

## Résumé
Le héros, un homme des cavernes au crâne rasé nommé "Bonk", part à l'aventure afin de sauver la princesse Za qui a été enlevée par l'infâme King Drool.

## Caractéristiques
Comme principale attaque, Bonk se sert de son puissant crâne pour donner un coup de tête en avant, appelé Bonk.
Lorsqu'il donne un coup de tête en sautant, Bonk pivote à 180° et plonge la tête la première sur le sol. Si l'on appuie une deuxième fois sur le bouton d'attaque, Bonk fait un nouveau tour de 180°. La répétition de cette action permet à Bonk de jouer avec la gravité et de rester un certain temps en l'air pivotant plusieurs fois sur lui-même. Cette technique s'appelle le Spin bonk.

## Power-Ups
Bonk a également la capacité de se transformer en mangeant des morceaux de viande. Selon la quantité consommée, il peut accéder à un ou deux stade(s) d'évolution : un petit morceau fait évoluer Bonk d'un stade, tandis qu'un gros morceau l'amène directement au deuxième stade. En plus d'augmenter la force de ses attaques, les power-ups ajoutent des pouvoirs spéciaux à Bonk. Les améliorations disparaissent après un certain temps ou lorsque Bonk subit une attaque ; elles se perdent stade après stade. Le deuxième stade a pour effet de rendre Bonk invincible pendant un certain temps.
Stade de l'homme-singe
C'est le premier stade d'évolution dans PC Kid 1. Un saut avec plongeon a pour effet de paralyser les ennemis présents à l'écran.
Stade de l'hurluberlu
C'est le second stade d'évolution dans PC Kid 1. Un saut avec plongeon a pour effet de paralyser les ennemis présents à l'écran.
Stade de l'homme coquet
C'est le premier stade d'évolution dans PC Kid 2 et 3. La puissance d'attaque est multipliée par 2 et les coups de tête s'accompagnent d'un baiser volant. Les ennemis qu'il touche se font immobiliser. En plus, un saut avec plongeon a pour effet de paralyser les ennemis présents à l'écran.
Stade de l'homme-volcan
C'est le second stade d'évolution dans PC Kid 2 et 3. La puissance d'attaque de Bonk est multipliée par 3 et les coups de tête lui font cracher des flammes qui peuvent atteindre des ennemis à distance. En plus, un saut avec plongeon inflige des dégâts à tous les ennemis sur l'écran.

## Changement de taille
Cette composante a fait son apparition dans le troisième épisode de PC Kid. Bonk peut devenir géant ou minuscule en absorbant des bonbons de différentes couleurs. Grâce à eux, il peut accéder à certains passages (autrement inaccessibles) ou encore attraper des objets qui facilitent la progression dans les niveaux.
Si Bonk est touché par un ennemi ou un obstacle, il revient à sa taille normale. Mais le risque de se retrouver bloqué pour cette raison n'existe pas car les bonbons et fleurs à bonbons réapparaissent à leur zone d'origine. Pour qu'ils réapparaissent, il faut faire sortir cette zone du champ de l'écran.
Méga-Bonk
Quand Bonk croque un bonbon bleu, il devient énorme. Cet état se combine avec les améliorations.
Mini-Bonk
Quand Bonk croque un bonbon rouge, il devient tout petit. Cet état se combine avec les améliorations.
Bonk-crabe
Quand il se fait écraser par des presses à certains endroits du jeu, Bonk se transforme en crabe. Sa taille est à peu près la même que celle de Mini-Bonk, ce qui lui permet de se faufiler dans des passages étroits. Cet état ne se combine pas avec les améliorations.

## Fleurs
Des fleurs à l'aspect de tulipes sont disposées tout au long des niveaux. Elles contiennent pour la plupart des objets utiles à l'aventure. Quand Bonk les piétine ou les frappent, elles libèrent un objet. Ces objets dépendent de la couleur des fleurs :
Fleur rouge
Elle contient des objets qui redonnent des points de santé (portions de cœur).
Fleur orange
Elle contient des morceaux de viande.
Fleur verte
Dans le premier et le deuxième épisode de la série, elle contient des conteneurs à cœurs ou des vies supplémentaires ; dans le troisième, elle contient des bonbons.
Fleur bleue
Elle contient des vies supplémentaires ou bien de gros cœurs qui restaurent toute la santé de Bonk.
Fleur jaune
C'est la seule fleur qui ne contient pas d'objets. Si l'on appuie sur le bouton de saut au moment de rebondir dessus, Bonk s'en sert comme un trampoline pour sauter plus haut.
En fonction des épisodes, frapper une fleur jaune par le côté permet de la déplacer horizontalement.

## Jeux de la série
En version japonaise, les titres des jeux font allusion au système sur lequel ils ont été commercialisés.
PC-Engine
- 1989 : "PC-Homme des Cavernes" (PC原人, PC Genjin?) ("Bonk's Adventure" aux États-Unis)
- 1991 : "PC-Homme des Cavernes 2" (PC原人2, PC Genjin 2?) ("Bonk's Revenge" aux États-Unis)
- 1993 : "PC-Homme des Cavernes 3" (PC原人3, PC Genjin 3?) ("Bonk 3: Bonk's Big Adventure" aux États-Unis)
La gamme Denjin
  - 1992 : "PC-Homme Électrique" (PC電人 PUNKIC CYBORGS, PC Denjin Punkic Cyborgs?) ("Air Zonk" aux États-Unis)
  - 1993 : "CD-Homme Électrique, le paradis du Rockabilly" (CD電人 ロカビリー天国, CD Denjin Rokabirī Tengoku?) ("Super Air Zonk: Rockabilly-Paradise" aux États-Unis)

Au Japon, cet épisode est le seul à être paru au format CD Super CD-ROM². Les quatre autres épisodes de la PC-Engine tiennent sur le support carte HuCard. Aux États-Unis par contre, le troisième épisode de PC Kid a été commercialisé au format Super CD-ROM2. Alors que les épisodes Genjin appartiennent au genre plates-formes, les Denjin sont du genre shoot 'em up. Les cinq épisodes ont été recommercialisés sur la console virtuelle de la Wii.
Arcade
- 1994 : "Bonk's Adventure: Arcade Version" (USA) / "究極!!PC原人(Kyukyoku!! PC Genjin soit Ultimate PC Caveman)" (Japon) / "B.C. Kid: Arcade Version" (Europe) par Kaneko

Amiga
- 1992 : "BC Kid", adaptation du premier épisode PC-Engine faite par le studio Factor 5.

NES
- 1993 : "FC-Homme des Cavernes" (FC原人, FC Genjin?) ("Bonk's Adventure" aux États-Unis)

Game Boy
- 1992 : "GB-Homme des Cavernes" (GB原人, GB Genjin?) ("B.C. KID" en Europe, "Bonk's Adventure" aux États-Unis)
- 1994 : "GB Genjin Land : Vive le royaume Chikkun !" (GB原人ランド ビバ!チックン王国, GB Genjin Rando Biba! Chikkun Ōkoku?), sorti exclusivement au Japon.
- 1994 : "GB-Homme des Cavernes 2" (GB原人2, GB Genjin 2?) ("B.C. KID 2" en Europe, "Bonk's Revenge" aux États-Unis)
- 1996 : "Collection Homme des Cavernes" (原人コレクション, Genjin Korekushon?) réunissant les trois épisodes Game Boy. Il est sorti exclusivement au Japon.

Super Nintendo
- 1994 : "Super Homme des Cavernes" (超原人, Chō Genjin?) ("Super B.C. Kid" en Europe, Super Bonk aux États-Unis)
- 1995 : "Super Homme des Cavernes 2" (超原人2, Chō Genjin 2?), sorti exclusivement au Japon.

GameCube et PlayStation 2
- 2003 : "Hudson Selection Volume 3 : PC-Homme des Cavernes" (ハドソンセレクションVol.3 PC原人, Hadoson Serekushon Vol.3 PC Genjin?), sorti exclusivement au Japon.

Téléphones cellulaires
- "PC-Homme des Cavernes" (PC原人, PC Genjin?), sorti exclusivement au Japon.

Xbox 360, Wii, PlayStation 3
- "Bonk: Brink of Extinction" (Bonk : Au bord de l'extinction), développé par l'équipe américaine Pi Studios. Il fut annulé pendant sa réalisation en 2011.

## Apparitions dans d'autres jeux
Sega Saturn
- Saturn Bomberman : Dans le mode multijoueur "Battle", il est possible de sélectionner Bonk comme personnage jouable.